# Светско првенство у скоковима у воду 2019 — даска 3 м синхронизовано за жене
Такмичење у синхронизованим скоковима у воду са трометарске даске у женској конкуренцији на Светском првенству у скоковима у воду 2019. одржано је 15. јула 2019. године као део програма Светског првенства у воденим спортовима. Квалификације су се скакале у јутарњем, а финале у послеподневном делу програма. Такмичења су се одржала у базену Општинског центра за водене спортове у Квангџуу у Јужној Кореји.
Учестовала су укупно 23 пара из исто толико земаља, а пласман у финале остварило је 12 најбољих парова из кфалификација. Златну медаљу освојио је кинески пар Ши Тингмао и Ванг Хан, сребро је припало канадском двојцу Џенифер Абел−Мелиса Ситрини-Болије, док су бронзану медаљу освојиле репрезентативке Мексика Паола Еспиноза и Мелани Ернандез.

## Освајачи медаља
|                              | Резултат |                                               | Резултат |                                            | Резултат |
|                              |          |                                               |          |                                            |          |
| Кина · Ши Тингмао · Ванг Хан | 342,00   | Канада · Џенифер Абел · Мелиса Ситрини-Болије | 311,10   | Мексико · Паола Еспиноза · Мелани Ернандез | 294,90   |

## Резултати
У синхронизованим скоковима са трометарске даске у женској конкуренцији такмичила су се укупно 23 пара. Такмичарски програм се одржао 15. јула, квалификације су се скакале у јутарњем делу програма са почетком од 10:00 часова по локалном времену (УТЦ+9), док је финале одржано у послеподневном делу програма са почетком од 15:30 часова.
| ПЛ. | Репрезентација   | Такмичари                            | Квалификације | Квалификације | Финале                | Финале                |
| ПЛ. | Репрезентација   | Такмичари                            | Бодови        | Плас.         | Бодови                | Плас.                 |
| --- | ---------------- | ------------------------------------ | ------------- | ------------- | --------------------- | --------------------- |
|     | Кина             | Ши Тингмао Ванг Хан                  | 309,90        | 1.            | 342,00                | 1 .                   |
| 2   | Канада           | Џенифер Абел Мелиса Ситрини-Болије   | 292,08        | 2.            | 311,10                | 2.                    |
| 3   | Мексико          | Паола Еспиноза Мелани Ернандез       | 265,50        | 8.            | 294,90                | 3.                    |
| 4.  | Русија           | Кристина Иљиних Марија Пољакова      | 267,90        | 7.            | 292,80                | 4.                    |
| 5.  | Велика Британија | Грејс Рид Кетрин Торанс              | 280,53        | 4.            | 289,80                | 5.                    |
| 6.  | Аустралија       | Медисон Кини Анабел Смит             | 287,43        | 3.            | 278,13                | 6.                    |
| 7.  | Холандија        | Инге Јансен Селин ван Дојн           | 259,50        | 10.           | 277,50                | 7.                    |
| 8.  | Малезија         | Нг Јен Ји Нур Дабита Сабри           | 270,60        | 6.            | 277,35                | 8.                    |
| 9.  | Италија          | Елена Бертоки Кјара Пелакани         | 257,37        | 12.           | 274,74                | 9.                    |
| 10. | Сједињене Државе | Елисон Гибсон Криста Палмер          | 274,44        | 5.            | 274,47                | 10.                   |
| 11. | Швајцарска       | Мадлин Коко Жесика Фавр              | 264,78        | 9.            | 268,95                | 11.                   |
| 12. | Јужна Кореја     | Чо Унби Ким Суџи                     | 257,52        | 11.           | 258,75                | 12.                   |
| 13. | Немачка          | Лена Хеншел Тина Пунцел              | 253,59        | 13.           | Нису се квалификовали | Нису се квалификовали |
| 14. | Јапан            | Харука Еномото Хазуки Мијамото       | 253,50        | 14.           | Нису се квалификовали | Нису се квалификовали |
| 15. | Украјина         | Викторија Кесар Хана Писменска       | 249,03        | 15.           | Нису се квалификовали | Нису се квалификовали |
| 16. | Бразил           | Луана Лира Тами Такаги               | 242,07        | 16.           | Нису се квалификовали | Нису се квалификовали |
| 17. | Нови Зеланд      | Елизабет Куј Го Ју Ћен               | 236,40        | 17.           | Нису се квалификовали | Нису се квалификовали |
| 18. | Колумбија        | Стефани Мадригал Дијана Пинеда       | 234,42        | 18.           | Нису се квалификовали | Нису се квалификовали |
| 19. | Норвешка         | Ане Туксен Хеле Туксен               | 223,32        | 19.           | Нису се квалификовали | Нису се квалификовали |
| 20. | Куба             | Анислеј Гарсија Присис Руиз          | 219,30        | 20.           | Нису се квалификовали | Нису се квалификовали |
| 21. | Сингапур         | Фонг Кај Јиан Ешли Тан               | 206,49        | 21.           | Нису се квалификовали | Нису се квалификовали |
| 22. | Макао            | Чој Сут Куан Леонг Сут Чан           | 174,21        | 22.           | Нису се квалификовали | Нису се квалификовали |
| 23. | Тајланд          | Суринча Боранапол Раманја Јанмонгкон | 174,06        | 23.           | Нису се квалификовали | Нису се квалификовали |